# Équipe d'Espagne féminine de rugby à sept
L'équipe d'Espagne féminine de rugby à sept est l'équipe qui représente l'Espagne dans les principales compétitions internationales de rugby à sept au sein de la World Rugby Women's Sevens Series, du Championnat d'Europe, de la Coupe du monde de rugby à sept et des Jeux olympiques d'été.

## Histoire
Alors que s'ouvre la première édition des Women's Sevens World Series pendant la saison 2012-2013 (en), la sélection espagnole prend part à la compétition en tant qu'équipe invitée pour deux des quatre tournois,,.

## Palmarès
Coupe du monde (première édition en 2009)
- 2009 ( Émirats arabes unis) : Septième
- 2013 (Russie) : Quatrième
- 2018 (États-Unis) : Cinquième

World Rugby Women's Sevens Series (première édition en 2012-2013)

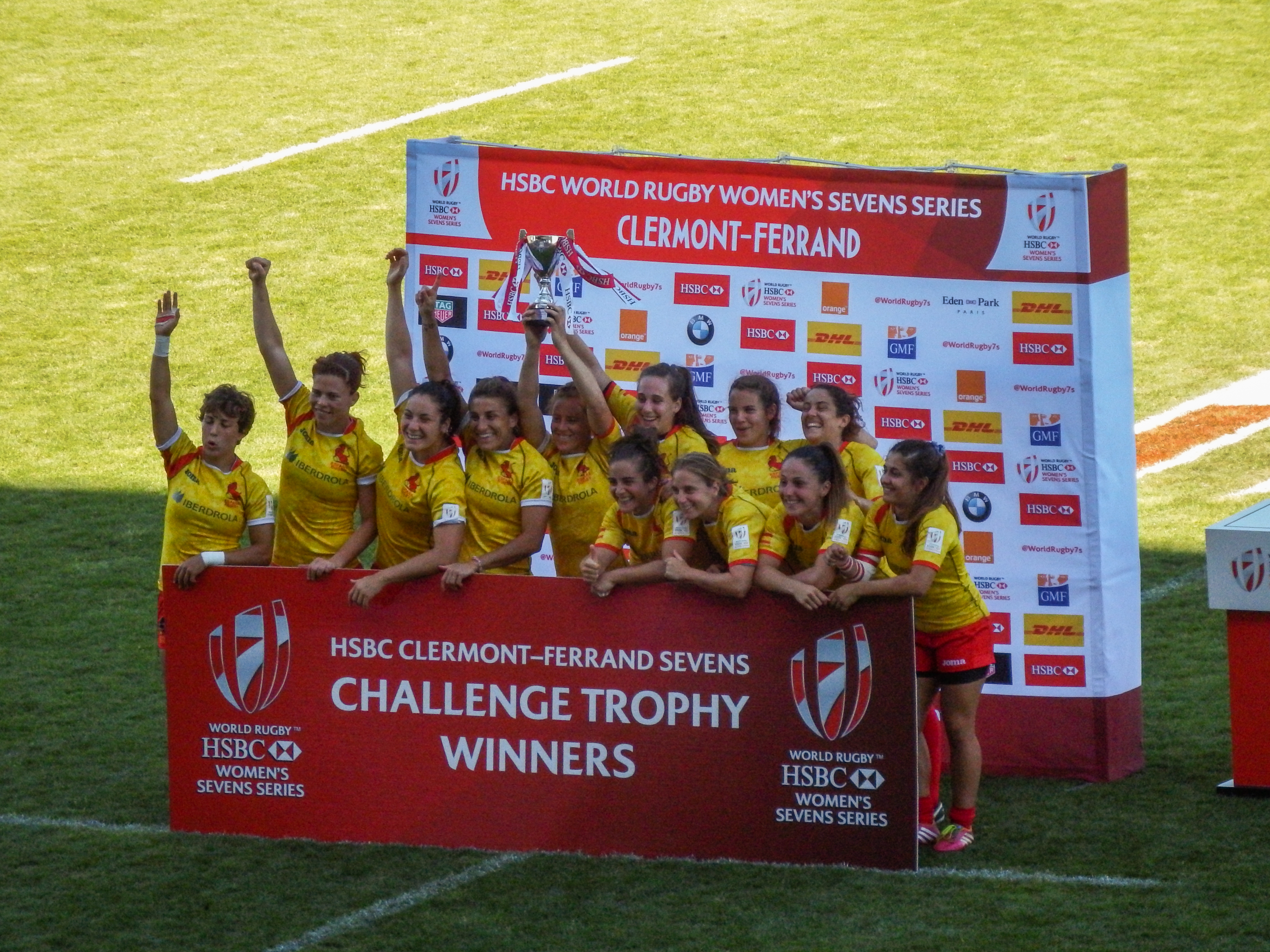
L'Espagne remporte le Challenge Trophy lors du tournoi de Clermont-Ferrand 2017.

- 2012-2013, classement final 9e
- 2013-2014, classement final 6e
- 2014-2015, classement final 9e
- 2015-2016, classement final 9e
- 2016-2017, classement final 10e
- 2017-2018, classement final 7e

Championnat d'Europe
- Championnes en 2003, 2010

## Joueuses
La liste suivante présente les joueuses qui ont le plus de sélections internationales.
| #  | Joueuses          | Période | Matchs |
| -- | ----------------- | ------- | ------ |
| 1. | Bárbara Plà       | 2004–   | 97     |
| 2. | Ángela del Pan    | 2004–   | 93     |
| 3. | Marina Bravo      | 2009–   | 88     |
| 4. | Elisabet Martínez | 2010–   | 76     |
| 5. | Berta García      | 2006-   | 71     |
| 6. | Patricia García   | 2010–   | 70     |
| 7. | Júlia Plà         | 2007–   | 67     |